# كورت دال
كورت دال هو كاتب أغاني ومغني كندي، ولد في 30 سبتمبر 1967 في موسجاو في كندا.

## وصلات خارجية
- كورت دال على موقع IMDb (الإنجليزية)
- كورت دال على موقع ميوزك برينز (الإنجليزية)
- كورت دال على موقع أول ميوزيك (الإنجليزية)
- كورت دال على موقع ديسكوغز (الإنجليزية)